# ATC-kod L: Tumörer och rubbningar i immunsystemet
ATC-kod L: Tumörer och rubbningar i immunsystemet är en del av klassificeringssystemet ATC (Anatomical Therapeutic Chemical Classification System) för läkemedel och vissa andra medicinska produkter. ATC utvecklas av WHO och består av alfanumeriska koder indelade i grupper utifrån anatomi, medicinsk funktion och läkemedelstyp på 5 olika kodnivåer. Denna sida listar innehållet i en specifik grupp på den första nivån.

## L Tumörer och rubbningar i immunsystemet
L01 Cytostatiska/cytotoxiska medel
L02 Endokrin terapi
L03 Immunstimulerande medel
L04 Immunsuppressiva medel

### Engelska
- WHO Collaborating Centre for Drug Statistics Methodology - ATC Index
- WHO Collaborating Centre for Drug Statistics Methodology - ATCvet Index

### Svenska
- SIL online
- FASS.se - ATC
- FASS.se - Veterinär-ATC
- Sök läkemedelsfakta - Läkemedelsverket
- Socialstyrelsen : Klassifikationer
- Nationellt produktregister för läkemedel - NPL